# 清藤唯七
清藤 唯七（せいとう ただしち、1893年（明治26年）4月10日 - 1952年（昭和27年）7月15日）は、大正から昭和前期の実業家、政治家。衆議院議員。リンゴ移出業界の発展に尽力し「リンゴの清藤」として知られた。

## 経歴
青森県南津軽郡、のちの尾上町（現平川市）で生まれた。1917年（大正6年）3月、正則英語学校（現正則学園高等学校）を卒業した。
家業のリンゴ移出業に従事し、満州など海外への販路拡大に尽力した。青森県食品工業 (有) 社長、日本林檎輸出取締役社長、日本農産加工取締役社長、弘前製氷取締役社長、(有) 弘前製材所代表取締役、弘前倉庫代表取締役、青森県林檎移出商業協同組合連合会理事長、青森県果実ジャム工場組合理事長、青森商工協会理事長、青森県りんご協会副会長、弘前市商工会議所会頭などを務めた。
政界では1929年（昭和4年）弘前市会議員に選出され、1942年（昭和17年）まで連続4期在任。1935年（昭和10年）青森県会議員となり1947年（昭和22年）まで連続4期在任し、同参事会員、日本進歩党弘前支所長も務めた。
1949年（昭和24年）1月の第24回衆議院議員総選挙に民主党公認で出馬して当選し、衆議院議員に1期在任した。この間、改進党青森県連合支部の結成に尽力したが、在任中の1952年7月に病のため急逝した。